# Tillamook Bay

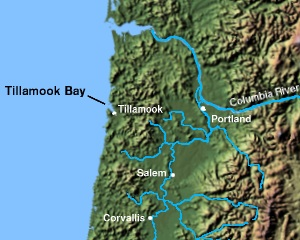
Lage von Tillamook in Oregon

Die Tillamook Bay ist eine Pazifik-Bucht im Nordwesten des US-Bundesstaats Oregon. Ihre Länge beträgt ca. 10 km, ihre Breite ca. 3 km. An ihr liegen die Gemeinden Garibaldi, Bay City und Tillamook.

## Geschichte
Die Bucht wurde im August 1788 von Robert Gray (1755–1806) entdeckt. Die Besiedlung organisierte ab 1848 Elbridge Trask (1815–1863). Gleichzeitig ging die Anzahl der Indianer in der Region zurück: Von ca. 2.200 im Jahr 1805 auf 200 im Jahr 1900 und 139 im Jahr 1970.
Während des Zweiten Weltkriegs befand sich an der Bucht die Tillamook U.S. Naval Station der United States Navy. Die Einrichtung wurde 1948 geschlossen.